# Ladone (fiume)
Il Ladone (in greco Λάδωνας?, Ládonas) è un fiume della penisola del Peloponneso in Grecia. Viene citato nella mitologia greca ed è un affluente del fiume Alfeo, che sfocia nel Mar Ionio. Nella mitologia greca, è personificato dal dio fluviale Ladone.

## Corso
Il Ladone nasce sul versante occidentale del monte Aroania, nei pressi del villaggio di  Kastria, unità comunale di Lefkasi in Acaia. Scorre verso sud riceve il suo affluente di sinistra Aroanio, scorre lungo Kleitoria e gira a sud-ovest vicino al confine con l'Arcadia. Scorre attraverso il lago artificiale omonimo e gira nuovamente a sud nei pressi di Dimitra. Si immette poi nell'Alfeo 3 km a sud est del villaggio di Tripotamia. 

## Mitologia
Il fiume era tra quelli citati da Esiodo nella Teogonia; erano "tutti figli di Oceano e della regina Teti" poiché, secondo l'immagine dell'idrografia mondiale comune agli antichi, l'acqua dolce che sgorgava nelle sorgenti proveniva dalle caverne e dagli stagni degli inferi ed era collegata al sale mare. La pioggia fertilizzava i raccolti, ma la sensazione che il suo deflusso riempisse i fiumi non figurava nel quadro mitico greco.
I fiumi erano personificati e accreditati di corteggiare ninfe e fanciulle umane e di generare figli. La figlia di Ladone, la ninfa Metope, fu sposata con il fiume Asopo.
I fiumi hanno effetti purificatori nella mitologia greca. Quando Poseidone assalì Demetra, lavò via l'insulto nelle acque del fiume Ladon. Apparentemente questa era la fonte dell'espressione arcadica secondo cui "dare modo alla rabbia è essere furiosi".